# Jürgen Peter Ravens
Jürgen-Peter Ravens (* 11. Juli 1932 in Winsen (Luhe); † 15. Dezember 2012 ebenda) war ein deutscher Journalist, Zeitungsverleger und Autor.

## Leben
Nach dem Abitur am Johanneum Lüneburg 1952 absolvierte Ravens zunächst ein einjähriges Zeitungsvolontariat beim Stader Tageblatt. Anschließend studierte er Geschichtswissenschaften, Zeitungswissenschaft und Philosophie mit dem Schwerpunkt der Osteuropäischen Geschichte in Tübingen, Freiburg im Breisgau, Wien und München. 1963 wurde er bei Georg Stadtmüller mit einer Studie über Staat und katholische Kirche in Preußens polnischen Teilungsgebieten (1772–1807) zum Dr. phil. promoviert. 
Von 1963 bis 1966 arbeitete Ravens als freischaffender Journalist, ehe er 1967 nach dem Tod des Vaters die Geschäftsleitung des Verlages Winsener Anzeiger Ravens & Maack GmbH sowie den Posten des Chefredakteurs übernahm. Neben der Tageszeitung gab er ab 1972 auch das Anzeigenblatt m+h-Wochenblatt heraus. Von 1972 bis 2011 war er zudem Geschäftsführer des Niedersächsischen Zeitungsverlags Lüneburg GmbH, einer Kooperation von sechs niedersächsischen Tageszeitungen.
Daneben engagierte sich Ravens für Lokal- und Heimatgeschichte. Er verfasste mehrere Aufsätze und Bücher über niedersächsische Personen und Städte wie den Bardengau, die Delmenhorster Grafengruft und die Geschichte des Zeitungswesens in der niedersächsischen Stadt. Zudem leitete er viele Jahre den Heimat- und Museumsverein in seinem Heimatort Winsen an der Luhe. Dieses Engagement für die Heimatgeschichte führte 1996 zur Verleihung des Bundesverdienstkreuzes.
Daneben war Ravens auch belletristisch tätig. 1986 veröffentlichte er unter dem Pseudonym Jan von Winsen Erzählungen über seine Kindheit in der Zeit des Nationalsozialismus mit dem Titel Parole Blau-Gelb-Rot und 1998 den Roman Unsere kleine Zeitung.
Jürgen Peter Ravens war verheiratet und Vater dreier Kinder.

## Werke
- Staat und katholische Kirche in Preussens polnischen Teilungsgebieten: (1772–1807). Harrassowitz, Wiesbaden 1963.
- Vom Bardengau zum Landkreis Lüneburg: Geschichte, Politik, Wirtschaft, Kultur der Gemeinden des Lüneburger Raums. Nordlanddruck, Lüneburg 1969.
- Delmenhorst. Residenz, Landstädtchen, Industriezentrum. 1371–1971. Rieck, Delmenhorst 1971.
- Parole Blau-Gelb-Rot, Eine Kindheit in den 30er und 40er Jahren. Erzählung. Edition Luhe, Winsen 1986.
- Unsere kleine Zeitung. Universitas, München 1998.